# Zeche Freie Vogel & Unverhofft
Die Zeche Freie Vogel & Unverhofft, auch als Zeche Schüren bezeichnet, war eine der ältesten Tiefbauzechen im Ruhrbergbau und lag im Dortmunder Stadtteil Schüren. Ihr Name geht zurück auf die früheren Mutungen „Freie Vogel“ und „Unverhofft“, die 1782 und 1784 für erloschen erklärt worden waren.
Die Gründung der neuen bergrechtlichen Gewerkschaft „Freie Vogel und Unverhofft“ war im Juni 1841, unregelmäßiger Abbau fand bereits vorher statt. Es wurde Steinkohle sowie bis 1899 auch Eisenstein abgebaut. Beides wurde in der Anfangszeit zum größten Teil mit Pferdefuhrwerken zur nahe gelegenen Hermannshütte in Hörde gebracht. Erst in den 1880er Jahren erhielt das Bergwerk einen direkten Anschluss an die Hörder Kohlenbahn und somit an das Netz der Bergisch-Märkische Eisenbahn-Gesellschaft. Im Jahr 1891 wurde eine Brikettfabrik in Betrieb genommen.
Die höchste Förderleistung erzielten 1.558 Beschäftigte im Jahr 1914 mit 395.837 Tonnen.
1923 übernahm die Bergbau-AG Lothringen die Gewerkschaft „Freie Vogel und Unverhofft“; im Rahmen der allgemeinen Rationalisierungsbewegung im Ruhrbergbau wurde die Zeche 1925 – schon vier Jahre vor Ausbruch der Weltwirtschaftskrise – stillgelegt, um ihre Förderquoten auf andere, wirtschaftlicher arbeitende Zechen des Lothringen-Konzerns übertragen zu können.
Vier ehemalige Zechengebäude (Markenkontrolle, Werkstatt und zwei Bürohäuser) sind erhalten geblieben und werden heute gewerblich bzw. als Wohngebäude genutzt. Über den östlichen Teil des ehemaligen Zechengeländes verläuft heute die Bundesstraße 236.

## Literatur

Zeche Freie Vogel & Unverhofft auf einer Ansichtskarte um 1908; in Bildmitte Schacht 1, rechts Schacht 2
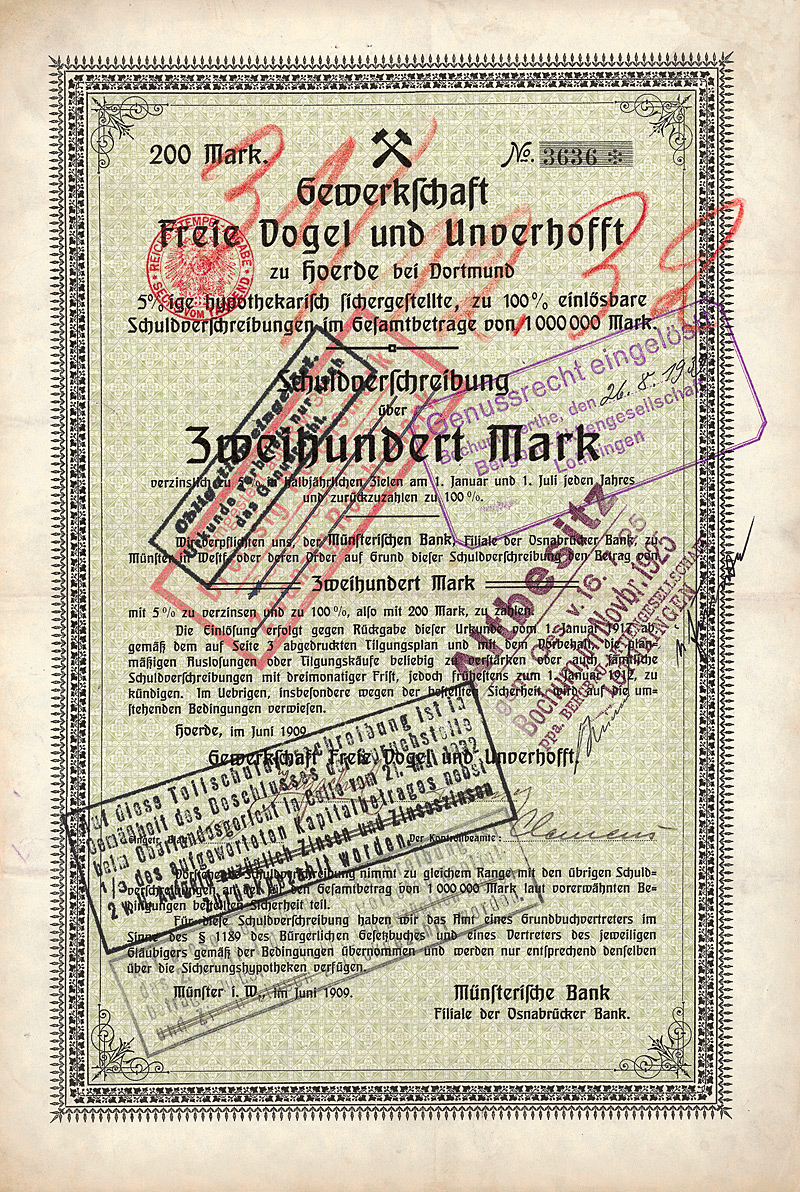
Schuldverschreibung über 200 Mark der Gewerkschaft Freie Vogel und Unverhofft vom Juni 1909#